# 亚硫酸钠
亚硫酸钠（化学式：Na2SO3）是一个无机化合物。它在室温下为白色颗粒粉末，可溶于水，具还原性，加热时歧化为硫化钠和硫酸钠，放置于空气中时逐渐氧化为硫酸钠。它可以以无水物、七水物和十水物三种形式存在，其中以无水物最不易被氧化。其水溶液因水解而呈碱性，酸化时放出有毒的二氧化硫气体。亚硫酸钠可通过二氧化硫通入氢氧化钠溶液中制得，当二氧化硫过量时，则生成亚硫酸氢钠。
亚硫酸钠可用作显影剂、干果和肉类的防腐剂、印染工业中的脱氧剂，以及用作还原性的化学试剂，应用在化工和实验室的生产与合成中。